# Rinzai

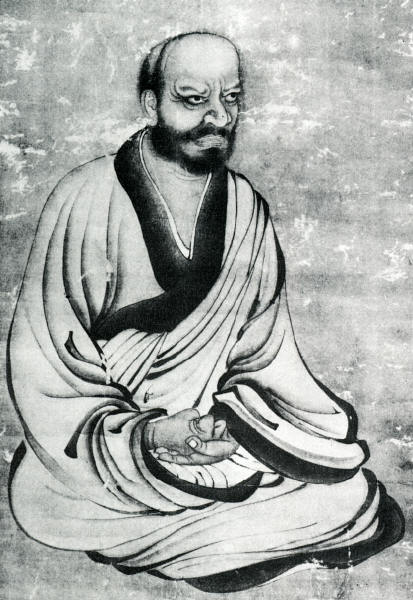
Pintura japonesa de Linji Yixuan (J.: Rinzai Gigen).

Rinzai ((臨|済|宗); Japonês: Rinzai-shū, Chinês: línjì zōng) é uma das três escolas Zen budistas no Japão, as outras sendo a Soto e a Obaku. Rinzai é a linha japonesa da escola chinesa Linji, que foi fundada durante a  dinastia Tang por Linji Yixuan (J.: Rinzai Gigen). Embora se tenha tentado estabelecer linhagens Rinzai no Japão por diversas vezes, esta escola só conseguiu estabelecer-se através dos esforços do monge Myōan Eisai, após seu retorno da China em 1191. Eisai é portanto usualmente aceito como tendo transmitido os ensinamentos Rinzai ao Japão. A escola estabeleceu-se firmemente e alcançou uma identidade distintamente japonesa com Shuho Myocho (Daito Kokushi, 1283-1337) e Muso Soseki (1275–1351), mestres influentes que não foram à China estudar.

## Características

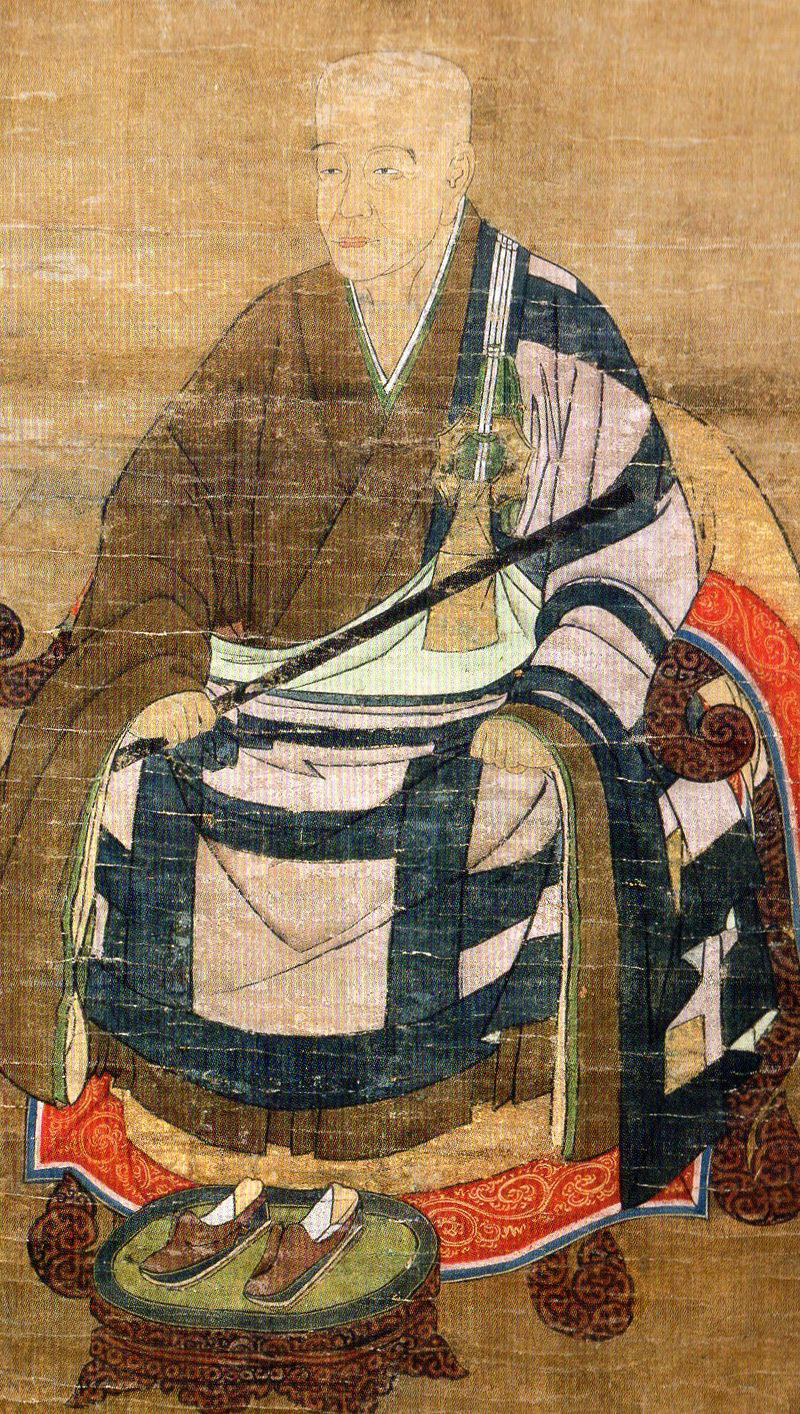
Myōan Eisai, fundador da escola Rinzai de Zen no Japão, século XII.

Rinzai Zen caracteriza-se pela ênfase dada ao kensho ("ver a própria verdadeira natureza", ou iluminação) como o principal caminho da prática budista e por sua insistencia na necessidade de vários anos de treinamento exaustivo após a iluminação para incorporar o funcionamento livre da sabedoria nas atividades da vida diária. Treinamento baseado no uso de koans, os quais foram desenvolvidos em um alto grau por esta escola, é um dos caminhos para a obtenção do kensho. Em geral a escola Rinzai é conhecida pelo rigor e severidade de seus métodos de treinamento.
O Zen Rinzai no Japão atual não possui uma única estrutura organizada. Encontra-se dividido em quinze ramos, conhecidos pelos nomes de seus templos principais. O templo maior e mais influente é o do ramo Myoshin-ji, cujo templo principal foi fundado em 1342 por Kanzan Egen Zenji (1277–1360). Outros ramos importantes incluem o Nanzen-ji e o Tenryū-ji (ambos fundados por Muso Soseki), Daitoku-ji (fundado por Shuho Myocho), e Tofuku-ji (fundado por Enni Ben'en, 1202-1280). Devemos notar que estes ramos são simplesmente divisões organizacionais que surgem devido à história do templo e da linhagem mestre-discípulo e não representa divisões sectárias ou diferenças fundamentais na prática.

## Desenvolvimentos posteriores

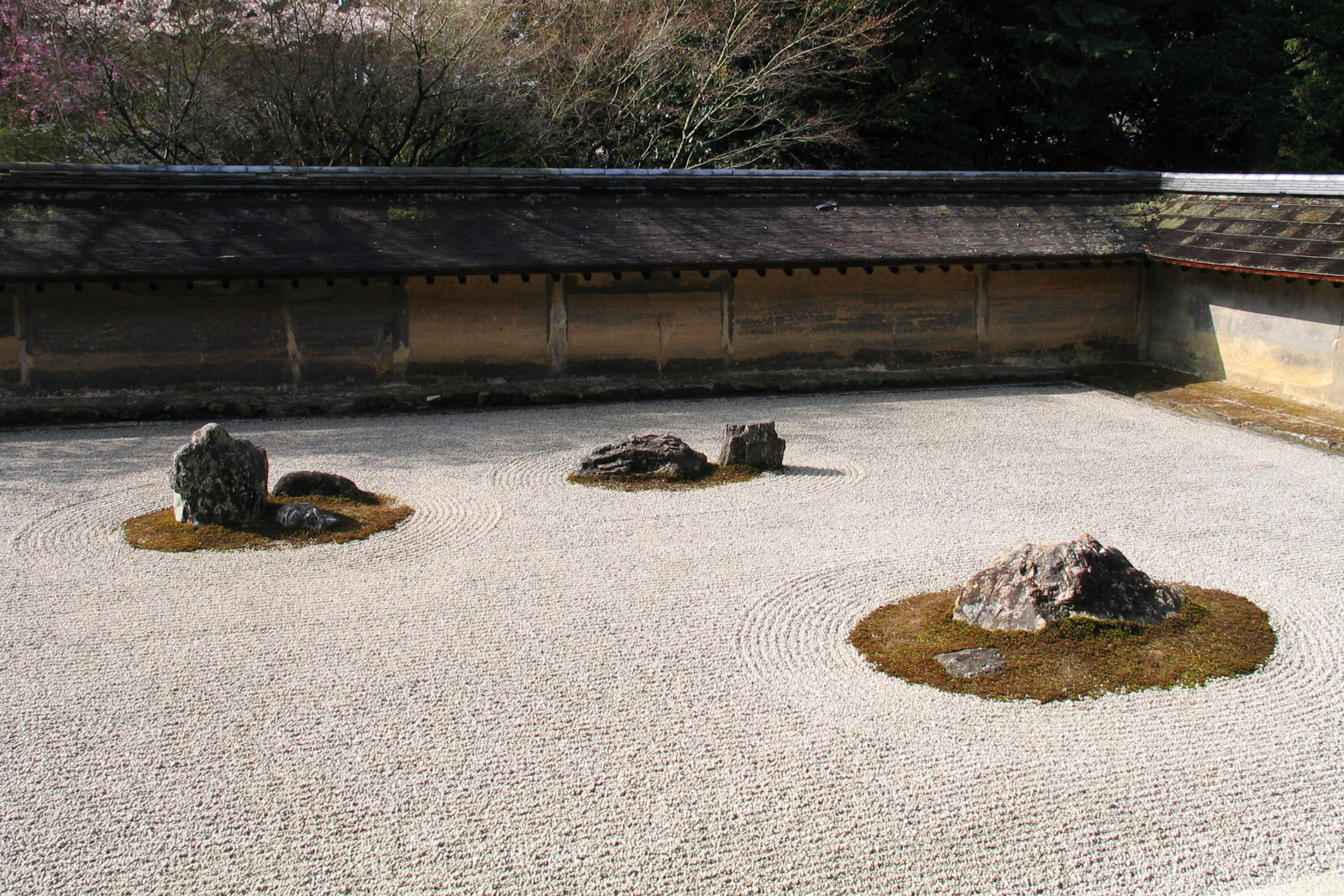
O jardim seco no Ryōan-ji, um templo Zen Rinzai em Kyoto.

Por volta do século XVIII a escola Rinzai entrou num período de estagnação e declínio. Nesta época, o monge Hakuin Ekaku (1686–1769) tornou-se proeminente como um revitalizador do Zen Rinzai, e seu métodos vigorosos abriram caminho para uma revitalização duradoura. A influência de Hakuin e de seus seguidores foi tanta que todos os mestres Rinzai atuais traçam sua linhagem através dele. A sistematização do sistema de treinamento por koan feita por Hakuin serve atualmente como base para a prática formal Rinzai.
Várias linhas Rinzai foram transplantadas do Japão para a Europa, Américas e Austrália e praticantes não japoneses foram certificados como professores e sucessores destas linhagens. Templos Rinzai, bem como grupos de prática liderados por praticantes leigos, podem ser encontrados em muitos países.